# 和合石
和合石（英語：Wo Hop Shek）是香港的一個地方，位於香港新界北區，粉嶺之西南，以和合石墳場最為著名。

## 歷史
20世紀初，彭氏客家人於現址建立和合石村，村名寓意「和諧好合」，「和合石」一名遂成爲當地地名。
1945年香港日治時期後，英國重新接收香港，需要處理大量屍體，加上1949年國共內戰導致由中國大陸的新移民日漸增多，香港島及九龍的市區範圍再沒有土地興建墳場處置屍體。因此，當時香港政府便研究在新界選取一個大型地方作為公眾墳場。因為當時新界的道路網並未完善，選址又需要應付大量屍體及方便市民前往拜祭，所以政府決定在九廣鐵路近粉嶺一帶的田野興建和合石墳場，並建和合石支線鐵路，以作運送屍體及接載拜祭人士之用。至1970年代，粉嶺計劃發展成香港新市鎮之一，範圍包括支線途經的地方，和合石支線因而拆掉。但和合石墳場則未有受到新市鎮發展影響，至今仍是香港最大型的墳場之一。

## 村落
現今仍居和合石的村落包括：（從東到西排列）
- 何家園村：位於大窩西支路上，隔粉嶺公路、東鐵線及麻笏河與塘坑東村相對的非原居民寮屋村。
- 和合石新村：又稱「和合石新圍」，位於和興路以南，和家樓路以東，是和合石村向東擴展的部分[1]，部分地段已成爲明謙居和滙林花園，其東北面靠近大窩西支路的部分多爲工廠和車房。
- 和合石村：和合石村最早建立的客家村落，位於和興路以南，和家樓路以西，村中古屋爲瓦頂磚屋，多爲兩進式建築，屋頂呈金字，後加新屋，而成四排，其中兩排平衡，爲外地搬來的鄭姓及羅姓二圍所有。[1]
- 和興村：位於和興路與百和路之間，和合石村以北，於20世紀後半葉才出現的村落。[1]
- 畫眉山村：位於華明路南側，保良局馬錦明中學旁邊，與其他四村距離較遠，可沿華明里入村，爲沙頭角印洲塘以南海邊的客家村落烏洲塘村（烏洲塘又名戶洲塘，現已荒廢）沈氏家族的分支，以畫眉山命名。

## 未來發展
早於2010年時，政府已有意將其改為私人住宅發展，其間恆地曾向城規會提出根據土地業權分佈等元素，將其改為住宅（戊類）、鄉村式發展，以及兩個綜合發展區，整幅土地則以地積比率1.5倍發展，擬共建約90幢最高10層的私人住宅羣，提供逾1100個單位，及約500多個私家車位，但此計劃未獲通過。
和合石新村以東的其中一個工廠前所有人運通製品亦曾提議將其所擁土地改劃成為「商業/住宅」用途，以地積比4.69倍發展31層高，總樓面面積達33.9萬平方呎，提供756間客房的三至四星級酒店，不過計劃因規模過大兼缺乏足夠評估數據，未獲城規會通過，其後運通製品廠於2015年初放售用地，由森那美汽車集團購入。
政府目前正規劃在粉嶺和合石第48區工業地，即和合石新村以東工廠和車房用地、何家園村寮屋區，及毗鄰少量綠化地帶，興建能提供4000個單位的大型公營房屋區。

## 著名地點
- 和合石墳場
- 和合石橋頭路靈灰安置所
- 浩園
- 景仰園
- 和合石村
- 畫眉山

## 區議會議席分佈
由於和合石村人口不足以成為一個區議會選區，所以往往與沙頭角公路龍躍頭沿線鄉村範圍劃為同一個選區。
| 年度/範圍  | 2000-2003  | 2004-2007  | 2008-2011  | 2012-2015  | 2016-2019  | 2020-2023  |
| ---------- | ---------- | ---------- | ---------- | ---------- | ---------- | ---------- |
| 整個和合石 | 皇后山選區 | 皇后山選區 | 皇后山選區 | 皇后山選區 | 皇后山選區 | 皇后山選區 |

而由原和合石支線範圍發展的地區，則被視為粉嶺新市鎮的一部分，往往以粉嶺南去概括。

## 外部連結/參考文獻
1. 1 2 3  .   [2017-02-19]. （原始内容存档于2013-06-26）.
2. 1 2  .   [2017年2月19日]. （原始内容存档于2017年2月20日）.
3. ↑  .   [2017年2月19日]. （原始内容存档于2015年10月9日）.